# Svennebanan
„Svennebanan” – singel szwedzkiego rapera Promoe. Został umieszczony na albumie Kråksången.

## Lista utworów
- CD singel (22 czerwca 2009)[1]

1. „Svennebanan”

- CD maxi–singel (2009)[2]

1. „Svennebanan” (Radio Edit) – 2:42
2. „Svennebanan” (Remady P & R Remix) – 5:21
3. „Svennebanan” (Havin Zagross & Mickey Mic Remix) – 6:56
4. „Svennebanan” (Trone Edit) – 7:53
5. „Svennebanan” (Sam-E Allyawan Organismen Remix) – 2:17
6. „Skäggig Vegan” (Remix) – 1:13

## Notowania na listach przebojów
| Kraj      | Lista (2009)       | Najwyższa pozycja |
| --------- | ------------------ | ----------------- |
| Szwecja   | Top 60 Singles     | 1                 |
| Dania     | Tracklisten Top 40 | 4                 |
| Finlandia | Top 10 Singles     | 11                |

## Teledysk
Teledysk do utworu został wyreżyserowany przez Kamisola.